# Дом Інвалідів (Читинський район)
Дом Інвалі́дів (рос. Дом Инвалидов) — селище у складі Читинського району Забайкальського краю, Росія. Входить до складу Маккавієвського сільського поселення.
Стара назва — Дом інвалідів.

## Населення
Населення — 12 осіб (2010; 25 у 2002).
Національний склад (станом на 2002 рік):
- росіяни — 97 %